# Litsea liboshengii
Litsea liboshengii är en lagerväxtart som beskrevs av Hung Pin Tsui. Litsea liboshengii ingår i släktet Litsea och familjen lagerväxter. Inga underarter finns listade i Catalogue of Life.